# Kaltenhouse
Kaltenhouse (elsässisch: Kàltehüse, deutsch: Kaltenhausen) ist eine französische Gemeinde mit 2478 Einwohnern (Stand 1. Januar 2021) im Département Bas-Rhin in der Region Grand Est (bis 2015 Elsass). Sie gehört zum Arrondissement Haguenau-Wissembourg und zum Kanton Bischwiller.

## Geografie
Die Gemeinde Kaltenhouse liegt an der Moder, etwa sieben Kilometer südöstlich von Haguenau. Die Landschaft in der Moderniederung ist flach, sandig und von Kiesgruben geprägt. Durch die Gemeinde führt die inzwischen stillgelegte Bahnstrecke Steinbourg–Rastatt.
Nachbargemeinden von Kaltenhouse sind Haguenau im Südwesten, Westen und Norden sowie Oberhoffen-sur-Moder im Osten und Südosten.

## Geschichte
Es ist bekannt, dass eine römische Straße in der Antike durch das Gelände des Dorfes führte. Diese Straße verband Brumath mit Seltz.
In einer Urkunde aus dem vierzehnten Jahrhundert, die im Archiv der Kirche St. Georg in Haguenau aufbewahrt wird, wird ein gewisser Kloren Hans aus Kaltenhausen erwähnt, 8 weitere Personen aus demselben Dorf Kaltenhausen werden ebenfalls erwähnt. Eine weitere Urkunde aus dem Jahr 1443 erwähnt den Ort als „Kaltenhüse“.
1443 erteilte der Straßburger Bischof Ruprecht von Pfalz-Simmern den Einwohnern das Recht, eine St. Wendelain geweihte Kapelle zu errichten. Diese Kapelle befand sich in der heutigen „Rue des Messieurs“.
Diese Elemente ermöglichen es uns, die Gründung des Dorfes gegen Ende des dreizehnten oder spätestens zu Beginn des vierzehnten Jahrhunderts zu lokalisieren.
1405 verlieh König Ruprecht von der Pfalz das Dorf an Graf Ludwig IV. von Lichtenberg.
Zwischen den Bewohnern von Kaltenhouse und Oberhoffen-sur-Moder kam es häufig zu Streitigkeiten wegen Verletzungen von Verbotsgrenzen. Also beschlossen die beiden Gemeinden, einen zwei Meter breiten Graben zu graben. Die Reinigung dieses Grabens lag in der Verantwortung beider Dörfer. Der Vertrag wurde am 15. August 1592 von Konrad Broll, Konkursverwalter in Kaltenhouse und Adam Diebold, Major in Oberhoffen, unterzeichnet.
Einige Dokumente erwähnen die Existenz eines Walles, der das Dorf um 1620 schützte. Diese Befestigungsanlagen sind jedoch sicherlich sehr alt. Das Dorf wurde 1622 von den Truppen von Ernst von Mansfeld und 1633 von den Schweden im Dreißigjährigen Krieg zerstört.
Am 12. August 1751 erhob Bischof François de Rohan-Soubise die Kapelle in den Rang einer Pfarrei, die unabhängig wurde. Die Revolution von 1789 proklamierte die Unabhängigkeit der Gemeinde, die bis dahin unter der Vormundschaft von Haguenau stand.
Im Jahre 1800 umfasste das kommunale Verbot 372 ha und 3 a. Während des neunzehnten Jahrhunderts war die Entwicklung des Dorfes schnell. Eine neue Kulturpflanze, Hopfen, trug dazu bei. Das erste Hopfenfeld wurde 1800 gepflanzt. Nach einem Fehlverkauf wurde der Hopfen entwurzelt. Nach der Annexion des Elsass nach dem Krieg von 1870 wurde das Militärlager vom deutschen Gouverneur vergrößert und als Schießstand genutzt.
Der Bau der heutigen katholischen Kirche begann 1872. Die Bahnstrecke Roeschwoog-Haguenau über Kaltenhouse wurde 1895 gebaut.
Der Erste Weltkrieg störte das Wirtschaftsleben des Ortes. Als Männer in die kaiserliche Armee eingegliedert wurden, arbeiteten viele Frauen hart, um zu überleben. Dreiundzwanzig Menschen aus der Gemeinde fielen auf den verschiedenen Schlachtfeldern.
Der Zweite Weltkrieg sollte Kaltenhouse zu einer Märtyrerstadt machen. In den Jahren 1939 und 1940 diente es als Quartier für Soldaten der Maginot-Linie. Im Juni 1940 wurde das Elsass annektiert: Flucht in die Freizone, Zwangseingemeindung... Kaltenhouse zahlte einen hohen Preis: zwei Tote in der französischen Armee, zweiunddreißig Tote in der deutschen Armee und sechs zivile Opfer. Am 10. Dezember 1944 wurde das Dorf zum ersten Mal von der amerikanischen Armee befreit. Am 10. und 11. Januar 1945 wurde das Dorf evakuiert. Bei ihrer Rückkehr im April–Mai fanden die Bewohner ein Dorf in Trümmern vor: die Kirche ohne Glockenturm, das Rathaus halb zerstört, achtzig Häuser zu 100 % beschädigt ... Der Wiederaufbau war von 1945 bis 1955 in vollem Gange.
Die Gemeinde wurde am 1. Januar 2015 aus dem Kanton Haguenau aus- und in den Kanton Bischwiller eingegliedert.

### Bevölkerungsentwicklung
| 1962 | 1968 | 1975 | 1982 | 1990 | 1999 | 2008 | 2013 |
| ---- | ---- | ---- | ---- | ---- | ---- | ---- | ---- |
| 1396 | 1567 | 1608 | 1640 | 1695 | 1897 | 2179 | 2220 |

## Sehenswürdigkeiten
- Kirche St. Wendelin, 1872 errichtet anstelle einer 1443 erbauten Kapelle St. Wendelin; die Orgel stammt aus dem Hause Stiehr

Kirche St. Wendelin
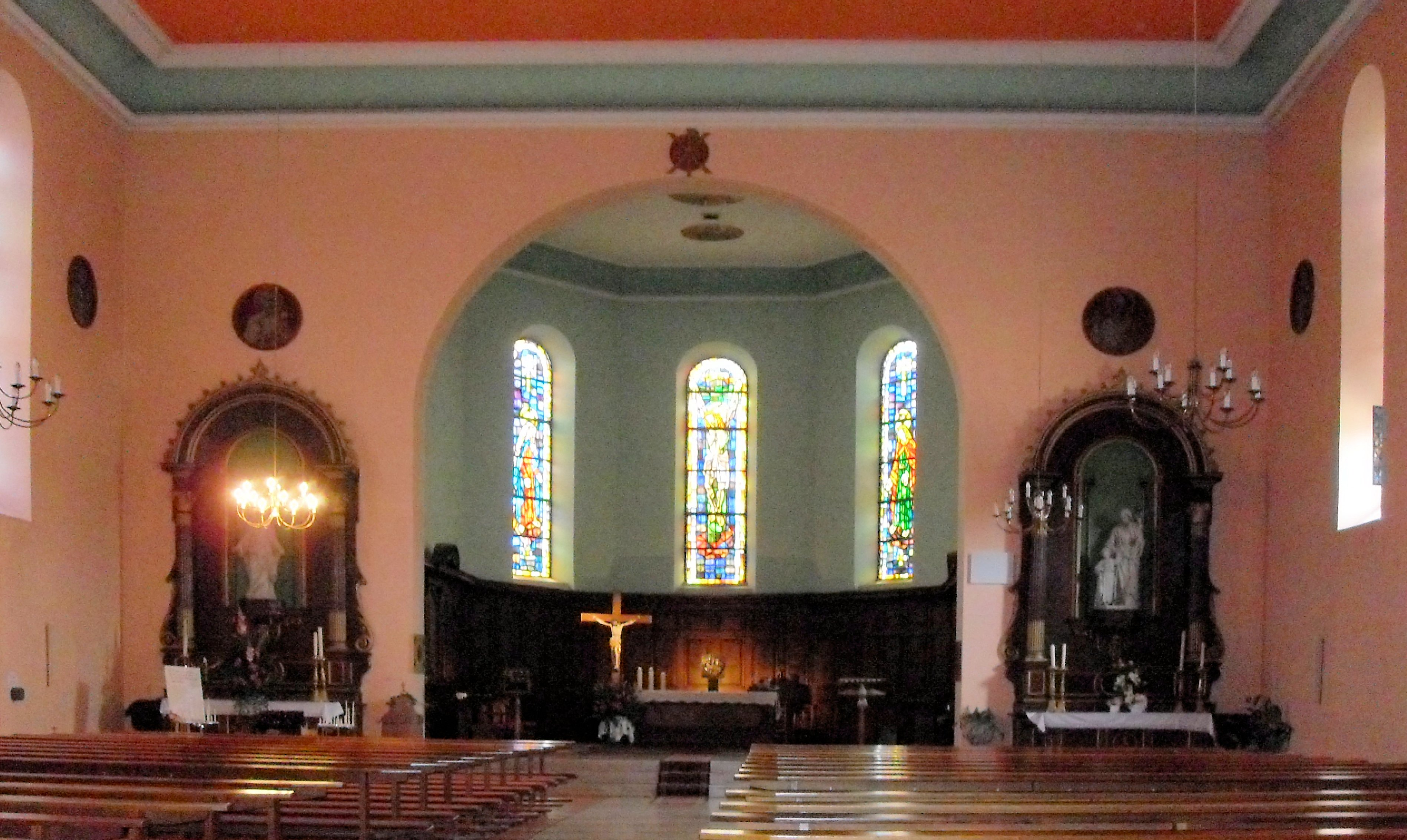
Altar
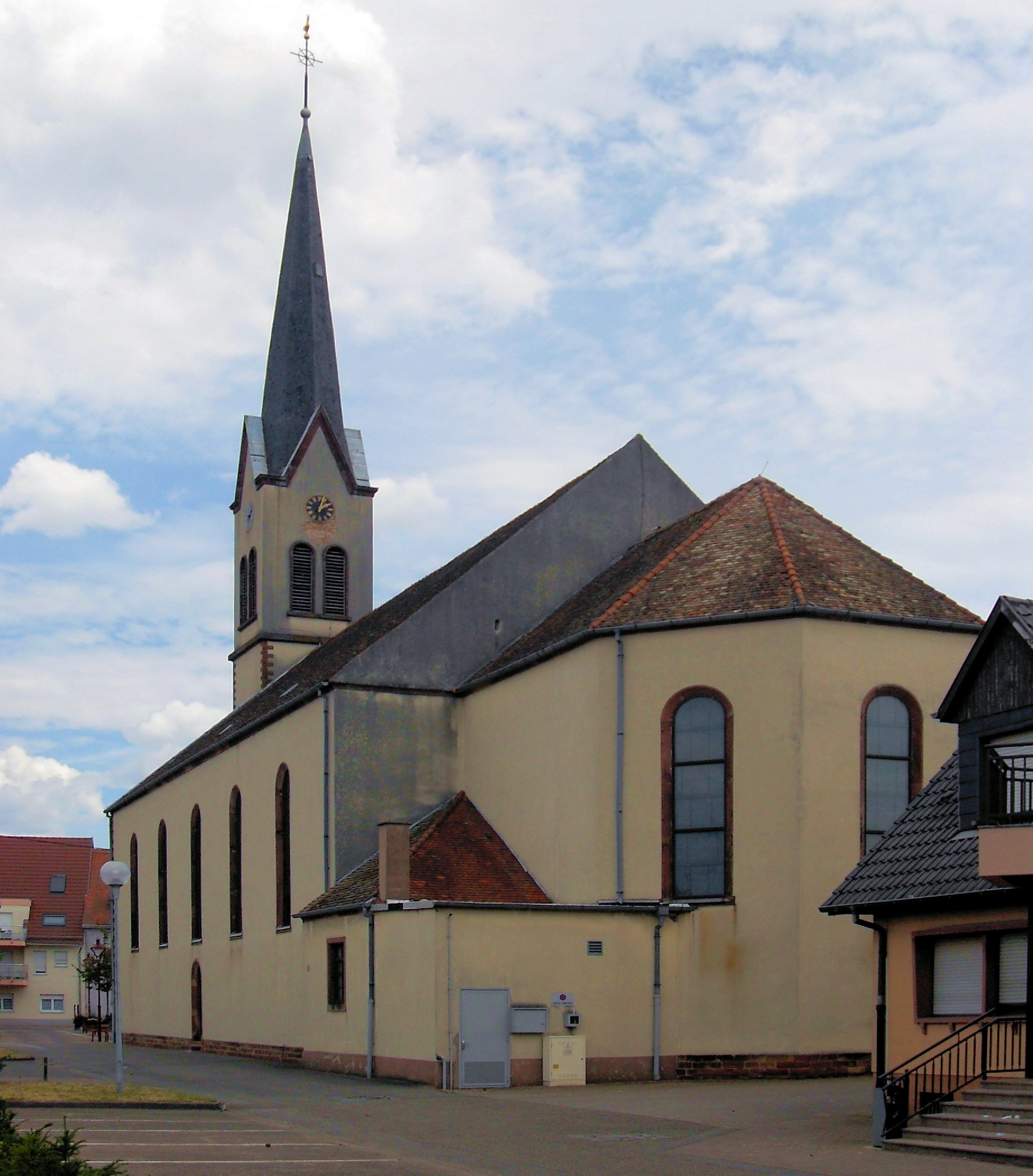
Westseite
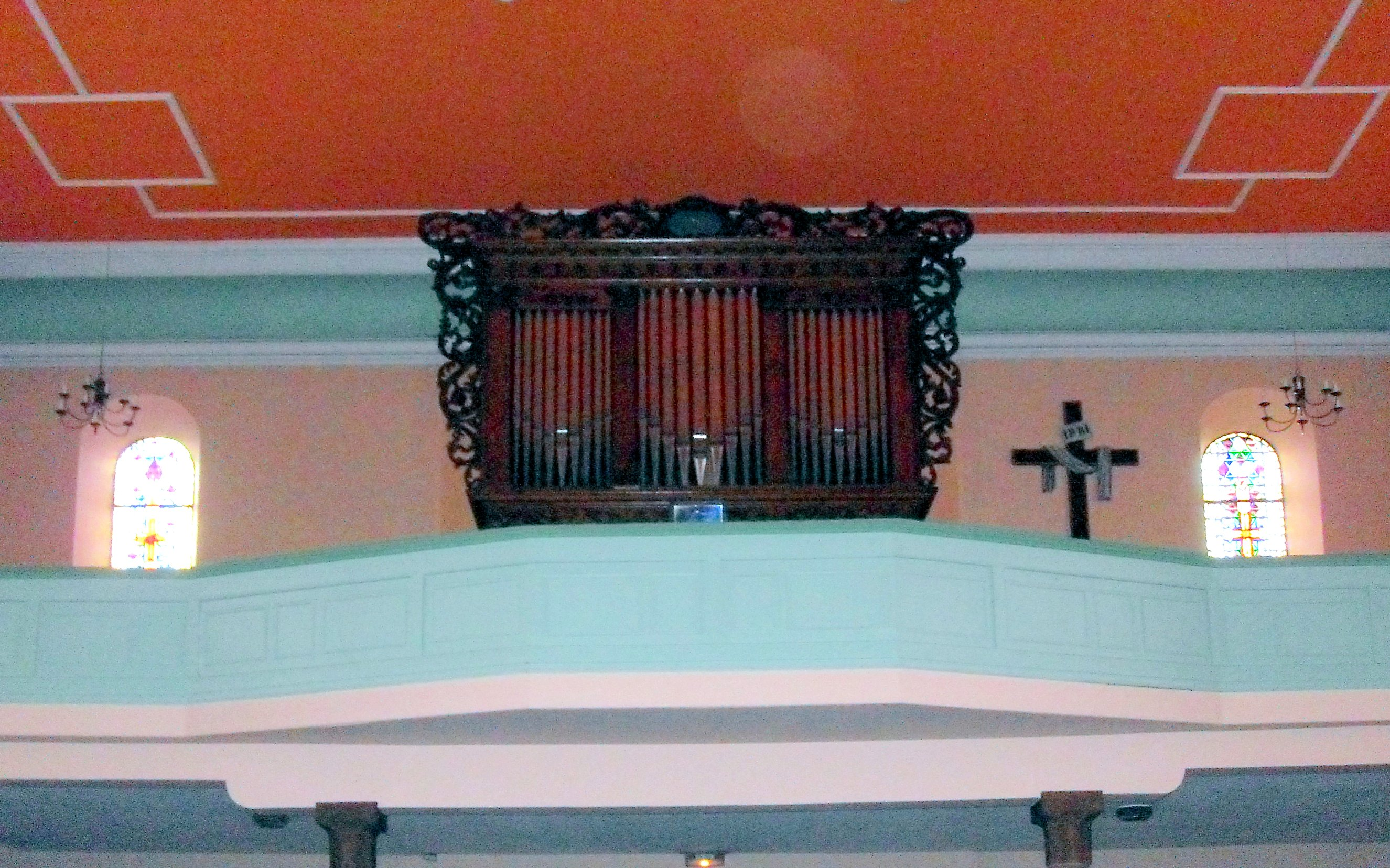
Orgel